# Samiha Ayoub
Pour les articles homonymes, voir Ayoub.
Samiha Ayoub, née à Shubra (Le Caire) le 8 mars 1932 et morte le 3 juin 2025 à Zamalek (Le Caire),, est une actrice égyptienne connue pour son travail sur scène, au cinéma et à la télévision.

## Biographie
Samiha Ayoub est née à Shubra au Caire en 1932. Elle est diplômée de la Nun's School, puis rejoint l'Institut des arts théâtral en 1952. L’année 1952 est également celle d'un coup d'État en Egypte par le Mouvement des officiers libres, qui se conclut en 1956 par un nouveau régime et l'accession de Gamal Abdel Nasser à la présidence du pays. 
Samiha Ayoub perce en termes de notoriété après son rôle dans une série radiophonique, Samara et Rabaa ElAdawya. Elle se marie à plusieurs reprises, épousant notamment l'acteur Mohsen Sarhan (en), puis Mahmoud Morsy, également comédien, puis l'auteur dramatique Saad Eddine Wahba. Les années 1960 se traduisent dans le pays par un profond renouvellement dans tous les domaines, y compris le domaine culturel, et en particulier le théâtre avec l'émergence de nouveaux auteurs. Elle interprète ainsi une œuvre de Saad Eddine  Wahbah, qui n'est pas encore son mari, Kobry Al-Namoos (Le Pont des moustiques). Cette pièce est consacrée à la question du pouvoir et des relations entre le gouvernant et  ses  administrés. Le théâtre égyptien s'intéresse également aux classiques occidentaux, mais aussi, par exemple, aux œuvres de Brecht, ou de Ionesco.
De 1973 à 1975, Samiha Ayoub dirige Le Théâtre Moderne, et à partir des années 1975, elle est directrice du Théâtre national d'Égypte, tout en continuant à interpréter des rôles. Elle interprète ainsi sur les scènes européennes et égyptiennes, Phèdre, la pièce de Racine, mise en scène par Jean-Pierre Laruy, alors directeur du Centre dramatique du Limousin,.
Elle est à plusieurs reprises distinguée par des récompenses. En 2015, elle reçoit le prix du Nil dans le domaine des Arts,. La même année, son nom est donné à la grande salle du Théâtre National, en l'honneur de sa remarquable carrière dans le cinéma et le théâtre, et de sa contribution à l'art dramatique à l'Égypte.

## Pièces (sélection)
- Al-Bakheel (L'Avare)[8]
- Kobry Al-Namoos (Pont des moustiques)[8]
- Sikkat Al-Salama (Le Droit Chemin)[8]

## Films (sélection)
- Motashareda
- Shatea Al-Gharam Wal Wahsh[8]
- Bein El Atlal (1959)[8]
- Tita Rahiba (2012)[8]
- El-Leila El-Kebira (2015)[8]